# Неепістемічна генеративна естетика
«Неепістемічна генеративна естетика» — назва статті-містифікації, створеної в межах експерименту  з виявлення неякісної роботи редколегій філософських видань. Експеримент провела кандидатка філософських наук Мирослава Кругляк.
Була створена псевдостаття, в якій описано вигаданий напрям зарубіжної естетичної думки. Її текст рясніє безглуздими висловами на кшталт «комутативність означника вміщує в собі дигресію смислу», «доконцептуальні перцепції маніфестують себе через нейронно-трансмісійну ділянку свідомості», «неоперсоналістична рефлексивність відображає імперсональний зміст естетичності, оприявнений через безпосередню даність сингулярного досвіду», тощо. Були введені й декотрі інші очевидні маркери — так, «Критика здатності судження» приписувалась Гегелю, а серед засновників неепістемічної генеративної естетики були зазначені Пютуа (персонаж оповідання А. Франса), П. Менар (персонаж Л. Борхеса) і М. Темешвар, вигаданий албанський автор із містифікації, описаної У. Еко. Всі джерела у списку літератури теж очевидно вказують на фейк: прізвища авторів Addlehead (телепень), Conman (шахрай), Gabbler (базіка, бурмотун), Liarson (син брехуна), Ranter (демагог), Slowpoke (тугодум); назви видань, наприклад, «Predatory Journal of Philosophy» (хижацький журнал з філософії), «Philosophical Litter» (філософське сміття), або ж видавництв, таких як Junk Science і Vanity Press, а також назви праць, таких як «Subliminal aesthetic of furiously sleeping ideas», «Sense and sensibility of postmodern aesthetic» чи «Nagel's bat in the belfry», а в назві «Transclassical approach as a leading trend in fictitious aesthetical theories» відверто вказується на фікцію.
Стаття була розіслана під псевдонімом Крутієнко Анастасія Василівна. Спершу установою, в якій начебто працює авторка, було вибрано неіснуючий Крижопільський державний педагогічний університет, а потім, щоб не викликати підозри, що за статтю, надіслану з Крижополя, платіж надходить із київського терміналу, місце роботи було змінене на також вигаданий Міжнародний інститут інноваційного розвитку (Київ), начебто розташованого за адресою Кирилівська 103 (фактично за цією адресою знаходиться Київська міська психіатрична лікарня).
У період з кінця квітня до початку червня 2019 року стаття була розіслана у 25 вітчизняних журналів, три з яких опублікували статтю, а саме: Гілея (науковий вісник), "Науковий вісник Міжнародного гуманітарного університету. Серія: «Історія. Філософія. Політологія», а також «Філософські обрії». Крім того, стаття була подана також до міжнародного журналу «Virtus», де її також опублікували без зайвих запитань.
Відхилили статтю 4 журнали, проігнорували — 9, відправили на доопрацювання — 2, зацікавились, але з різних причин не опублікували — 7.
Найдотепнішою виявилась реакція редколегії «Вісника ХНУ ім. В.Каразіна. Серія: Філософія. Філософські перипетії». Редакція, відразу ж розпізнавши фейк, зацікавилась, хто проводить такий експеримент, і вирішила вдати, що приймає статтю, щоб за реквізитами картки (більшість авторів платять переказом з картки на картку) вирахувати реальні ПІБ платника. Однак оскільки оплата була здійснена через термінал, за допомогою мобільного номера, спеціально придбаного для експерименту, то спроба вирахувати справжню особу автора була марною й редакції залишалось лише пожартувати у відповідь, надіславши фейковий «макет» статті, оформлення якого чудово відповідало характеру поданої статті, зокрема, була зазначена назва журналу «Вісника ХНУ ім. В. Н. Кукурузіна. Серія: Хвілософія. Хвілософські фейкопетії», а науковий ступінь авторки був вказаний як «кандидат фейкометних наук»
Також в ході експерименту було вирішено заодно перевірити, наскільки легко опублікувати нісенітниці під виглядом апробації наукових досліджень на конференції. Для цього стаття була скорочена до 5 сторінок, причому найочевидніші маркери фейку, а також «джерела» у списку літератури залишилися в повному обсязі. Серед організацій, які проводять конференції з найрізноманітніших напрямків і публікують тези, було вибрано п'ять, які розміщують збірники онлайн. Чотири з них «Way of science», «Наука та практика», «Молодий вчений» «Європейська наукова платформа» опублікували подані тези.
Містифікація розкрита авторкою наприкінці вересня 2019 року на сайті «Помилки та фальсифікації в наукових дослідженнях», де були оприлюднені результати цього публікаційного експерименту.
Експеримент висувався у номінації «Скандал-2019» громадської антипремії «Академічна негідність», однак не став переможцем, але посприяв тому, що «Гілея (науковий вісник)» переміг у номінації «Мурзилка-2019».

## Зноски
1. 1 2 3 4 5 6  Кругляк, Мирослава (21.09.2019). Чи можуть українські та міжнародні журнали надрукувати статтю з нісенітницями? Результати експерименту. Помилки та фальсифікації в наукових дослідженнях (українська) . Архів оригіналу за 17 лютого 2020.
2. ↑  Опубліковано український варіант експерименту в стилі А.Сокала. criticalthinkerua.wordpress.com (Українською) . 21.09.2019. Архів оригіналу за 5 серпня 2020.
3. 1 2 3 4  Кругляк, Мирослава (21.09.2019). Чи можуть українські та міжнародні журнали надрукувати статтю з нісенітницями? Результати експерименту. Помилки та фальсифікації в наукових дослідженнях (українською) . Архів оригіналу за 17 лютого 2020.
4. ↑  Оголошено переможців антипремії "Академічна негідність-2019". Дзеркало тижня (українська) . 18.12.2019. Архів оригіналу за 19 грудня 2019.